# Эффект Ганна
Эффе́кт Га́нна — явление возникновения осцилляций тока (~ 109—1010 Гц) в однородном многодолинном полупроводнике при приложении к нему сильного электрического поля. Впервые этот эффект наблюдался Джоном Ганном в 1963 году на арсениде галлия, затем явление осцилляций тока было обнаружено в фосфиде индия, фосфиде галлия и ряде других полупроводниковых соединений.

## Физика явления

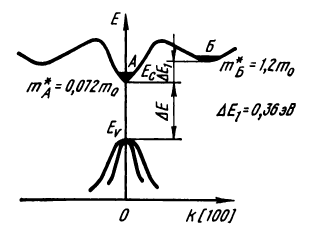
Зонная структура GaAs в направлении 100

Эффект Ганна может возникнуть в полупроводнике, в котором в зоне Бриллюэна имеется более одного минимума энергии и нашёл объяснение в рамках теории Ридли — Уоткинса — Хилсума. На рисунке показаны основной минимум, которым определяется ширина запрещённой зоны, и побочный минимум, смещённый на конечный волновой вектор от нуля зоны, имеющий большее расстояние до потолка валентной зоны, чем основной минимум, как например в GaAs, InAs.
В полупроводниках, зона проводимости которых имеет более одного минимума энергии, электрон с волновым вектором {\displaystyle {\vec {k}},} соответствующим одному из минимумов, при рассеянии может оказаться в состоянии с волновым вектором {\displaystyle {\vec {k'}},} принадлежащим другому минимуму. В результате такого рассеяния будет иметь место переброс электронов из одного минимума зоны проводимости в другой. Такой вид рассеяния получил название междолинного.
Рассмотрим энергетическую структуру GaAs n-типа в направлении [100]. Возможны переходы из минимума А с состоянием {\displaystyle {\vec {k}}} в минимум Б с состоянием {\displaystyle {\vec {k'}}}. Минимумы А и Б разделены энергетическим интервалом {{{1}}}.
Вблизи минимумов закон дисперсии можно представить в виде параболического с разной кривизной для долин А и Б. Отсюда, эффективные массы электронов в них также различны и равны {\displaystyle m_{1}^{*}=0,068m_{0}}
и {\displaystyle m_{2}^{*}=1,2m_{0}} соответственно. Подвижность лёгких электронов {\displaystyle \mu _{A}\approx 4000\div 8000\,{\mathrm {cm} ^{2} \over \mathrm {V} \cdot \mathrm {s} }} выше, чем подвижность тяжелых электронов {\displaystyle \mu _{B}\approx 100\div 200\,{\mathrm {cm} ^{2} \over \mathrm {V} \cdot \mathrm {s} }.} Плотность состояний в верхней долине примерно в 70 раз выше, чем в нижней.
При малых внешних полях электроны находятся в термодинамическом равновесии с решеткой и, поскольку при обычных температурах {\displaystyle k_{B}T<<\Delta E,} электроны в основном занимают энергетические состояния вблизи минимума А. Плотность тока
{\displaystyle {\vec {j}}=en_{A}\mu _{A}{\vec {E}}}
определяется концентрацией лёгких электронов и их подвижностью. В этом случае концентрация электронов {\displaystyle n_{0}=n_{A},} {\displaystyle n_{B}=0.} Плотность тока будет линейно возрастать с ростом напряжённости поля до некоторого критического значения {\displaystyle {\vec {E}}_{a}.}
По мере возрастания {\displaystyle {\vec {E}}} средняя энергия и скорость электронов повышается, и при {\displaystyle E>\Delta E} становится возможным переход электронов в долину Б. Тогда суммарная концентрация электронов будет {\displaystyle n_{0}=n_{A}+n_{B}.} Таким образом, с ростом напряженности от {\displaystyle {\vec {E}}_{a}} до некоторого значения {\displaystyle {\vec {E}}_{b}} будет иметь место уменьшение подвижности электронов, а следовательно, уменьшение {\displaystyle {\vec {j}},} и на вольт-амперной характеристике появится падающий участок. При дальнейшем росте {\displaystyle {\vec {E}}} ({\displaystyle {\vec {E}}>{\vec {E}}_{b}}) все электроны перейдут в минимум Б, и снова установится линейная ВАХ. {\displaystyle n_{0}=n_{B},\,n_{A}=0.}

## Опыт Ганна
Рассмотрим образец длиной L, к которому приложено внешнее напряжение. В однородном полупроводнике электрическое поле примерно одинаково по всей длине образца. Но если в образце имеется локальная неоднородность с повышенным сопротивлением, то напряжённость поля в этом месте образца будет выше, следовательно при увеличении напряжённости внешнего поля критическое значение {\displaystyle {\vec {E}}_{A}} возникнет в первую очередь в этом сечении. Это означает накопление в этой области (а не во всем кристалле) тяжёлых электронов и снижение их подвижности, а значит и повышение сопротивления в этой области. Образовавшаяся зона с высоким содержанием тяжёлых электронов называется электрическим доменом.
Под действием приложенного поля домен начинает перемещаться вдоль образца со скоростью V ~ 106 м/с. Слева и справа от электронного домена будут двигаться лёгкие электроны с более высокой скоростью, чем тяжёлые. Слева они будут нагонять домен и образовывать область повышенной концентрации электронов (область отрицательного заряда), а справа лёгкие электроны будут уходить вперёд, образуя область, обеднённую электронами (область положительного заряда). При неизменном напряжении установится динамическое равновесие между скоростями электронов внутри и вне домена. При достижении доменом конца образца (анода), домен разрушается, ток возрастает, происходит образование нового домена, и процесс повторяется заново.
Несмотря на то, что в кристалле может быть несколько неоднородностей, всегда существует только один домен. Так как после исчезновения электрического домена новый домен может возникнуть на другой неоднородности, для наблюдения и использования эффекта Ганна нужны очень чистые и однородные образцы.
Очевидной областью применения эффекта Ганна является изготовление микроволновых генераторов, называемых диодами Ганна. Если длина образца составляет 100 мкм, а скорость домена {\displaystyle {\vec {V}}=10^{7}} см/с, то частота осцилляций имеет величину порядка:
{\displaystyle \nu ={1 \over T}={V \over L}={\frac {10^{7}\,\mathrm {cm/s} }{10^{-2}\,\mathrm {cm} }}=10^{9}} Гц = 1 ГГц.

## Диод Ганна
Диод Ганна — тип полупроводниковых диодов, использующийся для генерации и преобразования колебаний в диапазоне СВЧ. В отличие от других типов диодов, принцип действия диода Ганна основан не на свойствах p-n-переходов, а на собственных объёмных свойствах полупроводника.